# Vliet (Veldhoven)
Vliet, ook wel De Vlut genoemd, is een gehucht behorende tot de gemeente Veldhoven.
Het ligt 1 kilometer ten westen van het dorp Oerle en wordt gevormd door de landwegen Grote Vliet en Kleine Vliet.
Beide wegen worden gekruist door het riviertje de Bruggenrijt.
In het gehucht bevinden zich enkele karakteristieke langgevelboerderijen.

## Naam
Het goed Ter Vlutten wordt voor het eerst genoemd in een akte uit 1335.
In latere documenten is sprake van een Hoeve De Vlutten, gelegen tussen Halfmijl en Toterfout.
Vliet, Vlut of Vleut is afgeleid van Vloet, wat staat voor een moerassig, laaggelegen hooiland dat vaak onder water staat.

## Zoo Veldhoven
In 1967 werd vakantieoord 't Vlutterke aan de Kleine Vliet 2 officieel geopend door de toenmalige burgemeester Gerard Elsen. Dit vakantieoord werd vanaf de jaren '70 uitgebreid tot een kampeerterrein van 18 hectare.
Begin jaren 90 liepen de inkomsten terug vanwege een baanverdraaiing op Eindhoven Airport.
Noodgedwongen verhuisde de camping naar een terrein aan de Banstraat, waar het verderging onder de naam Camping Molenvelden.
In 1992 werd het 18 hectare grote voormalige camping terrein opgekocht door de Stichting Nederlandse Opvang Papegaaien.
Deze stichting verbouwde het terrein om tot een dierenpark: het Papegaaienpark N.O.P..
Het terrein groeide uit tot een park van 90.000 vierkante meter, waar naast duizenden papegaaien en andere vogels ook reptielen en zoogdieren te bezichtigen waren. In 2014 veranderde het park van eigenaar en werd de naam veranderd in Zoo Veldhoven.
Hoofdplaats: Veldhoven

Buurtschappen: Berkt · Halfmijl · Heers · Hoogeind · Scherpenering · Schoot · Toterfout · Vliet · Zandoerle · Zittard

Voormalige gemeenten: Oerle · Veldhoven en Meerveldhoven · Zeelst

Noord-Brabant: Steden en dorpen      Nederland: Provincies · Gemeenten